# کریگ هال
کریگ هال (انگلیسی: Craig Hall؛ زادهٔ ۱۰ مهٔ ۱۹۷۴) یک هنرپیشه اهل نیوزیلند است. وی از سال ۱۹۹۲ میلادی تاکنون مشغول فعالیت بوده‌است.
از فیلم‌ها یا برنامه‌های تلویزیونی که وی در آن نقش داشته است می‌توان به فرابر، کینگ کونگ و هابیت: برهوت اسماگ اشاره کرد.